# Kollerua birsteini
Kollerua birsteini is een eenoogkreeftjessoort uit de familie van de Cletodidae. De wetenschappelijke naam van de soort is voor het eerst geldig gepubliceerd in 1971 door Borutsky.